# Блетчли-парк
Блетчли-парк (англ. Bletchley Park), также известный как Station X — особняк, расположенный в Блетчли (в городе Милтон Кинс) в историческом и церемониальном графстве Бакингемшир в центре Англии. В период Второй мировой войны в Блетчли-парке располагалось главное шифровальное подразделение Великобритании — Правительственная школа кодов и шифров (англ. Government Code and Cypher School, GC&CS), позже получившая название Центр правительственной связи (англ. Government Communications Headquarters, GCHQ). Здесь взламывались шифры и коды стран Оси и была спланирована операция «Ультра», нацеленная на дешифровку сообщений «Энигмы».
В настоящее время на территории Блетчли-парка расположен Национальный музей компьютеров.

## История
Блетчли-парк находится напротив железнодорожной станции Блетчли, в 80 км к северо-западу от Лондона. Впервые этот участок земли упоминается в Книге Страшного Суда как часть Усадьбы Итона. В 1711 году антиквар Браун Уиллис построил здесь особняк. В 1793 году Томас Харрисон приобрел участок, и дом Уиллиса был снесен. Усадьба получила название Блетчли-парк при Самуэле Секхаме. Секхам, архитектор и девелопер, купил её в 1877 году. В 1883 году поместье с земельными угодьями площадью 235 га было продано финансисту и политику Герберту Леону. Леон перестроил и расширил особняк, соединив в здании разные архитектурные стили — голландский классицизм, неоготику и неотюдор. Позднее американский архитектор Лэндис Горс назвал реконструированное сооружение «слезливо-сентиментальной уродливой громадиной». При Леоне, жившем на широкую ногу, усадьба стала известна всей Британии. На Рождество в Блетчли-парке для гостей устраивалась традиционная охота на лис, а дом «гудел от слуг». После смерти Леона в 1926 году в Блетчли-парке жила его вдова Фанни. Фанни Леон скончалась в 1937 году.
В 1938 году особняк и бо́льшую часть участка приобрёл застройщик, предполагалось, что здесь будет возведён жилой комплекс. Однако в мае 1938 года адмирал Хью Синклер, глава Службы секретной разведки (SIS или MI6), купил особняк и 23 га земли за 6000 фунтов стерлингов. Так как у правительства не было денег на подобные расходы, Синклер использовал собственные средства.
Ключевым преимуществом этой усадьбы было её расположение — недалеко от железнодорожной станции Блетчли, там, где линия Оксфорд — Кембридж пересекается с главной железнодорожной линией Западного побережья (англ. West Coast railway line), соединяющей Лондон, Бирмингем, Манчестер, Ливерпуль, Глазго и Эдинбург. Кроме того, достаточно недалеко проходила Уотлинг-стрит (англ. Watling Street), главная дорога, связывающая Лондон с северо-западом (теперь магистраль A5), и находилась телеграфная станция.
Служащие Блетчли-парка называли его «Б. П.», во время войны также использовались названия «Станция Икс», «Лондонский центр разведки сигналов» и «Центр правительственной связи». Почтовый адрес для персонала Блетчли-парка был: «Комната 47, министерство иностранных дел».

## Персонал

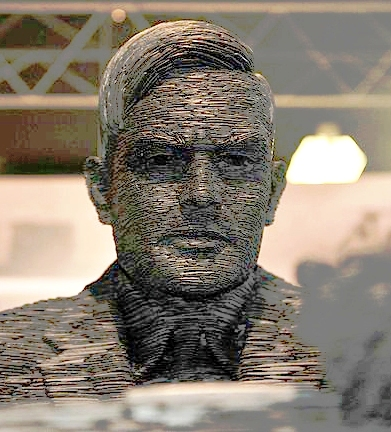
Алан Тьюринг

Коммандер Алистер Деннистон руководил GC&CS с 1919 года — с момента её создания на базе Комнаты 40 (Криптографической службы Адмиралтейства) и MI1b военного ведомства — по 1942 год, когда его сменил капитан 3 ранга Эдвард Дэвис. Ключевыми криптоаналитиками GC&CS, переехавшими из Лондона в Блетчли-парк, стали Джон Тилтман, папиролог Диллуин «Дилли» Нокс, лингвисты Джош Купер и Найджел де Гри. Британское военное ведомство набирало также лучших из числа тех, кто увлекался разгадыванием кроссвордов, так как они обладали навыками нестандартного мышления.
После объявления Британией войны Германии Деннистон предложил министерству иностранных дел набор «людей профессорского толка». На работу призывались преподаватели и студенты (в основном мужчины) из университетов Кембриджа и Оксфорда. Для административной и канцелярской работы набирались женщины. В 1941 году в одном из выпусков «The Daily Telegraph» было предложено организовать кроссворд-конкурс, после которого некоторым его участникам поступило предложение работать в Блетчли-парке.
Так как Германия использовала электромеханические шифровальные машины, Деннистон понимал, что для взлома кодов необходимы подготовленные математики. В феврале 1939 года в GC&CS пришёл Питер Твинн, математик из Оксфорда. В 1938 году там прошли обучение кембриджцы Алан Тьюринг и Гордон Уэлшман, которые начали работать в Блетчли-парке на следующий день после объявления войны. В это же время туда переехал и Джон Джеффрис. Позднее здесь работали математики Дерек Таунт,, Джон Гуд, Уильям Татт и Макс Ньюман, историк Гарри Хинсли и чемпионы по шахматам Хью Александер и Стюарт Милнер-Берри. Криптоаналитик Джоан Кларк (впоследствии заместитель главы секции 8) была одной из тех немногих женщин Блетчли-парка, кто принимал участие в наиболее сложных работах.
Этот разнородный коллектив, куда влились учёные, лица без определённого рода занятий и женщины из высшего общества, — так называемые «ботаны и дебютантки» (англ. boffins and debs), — в GC&CS называли «Общество гольфа, сыра и шахмат». Множество молодых девушек выполняли рутинную низкооплачиваемую работу — арифметические действия и копирование. Уинстон Черчилль, побывав в Блетчли-парке в сентябре 1941 года, отметил в разговоре с Деннистоном: «Я сказал, чтобы вы не оставили камня на камне, чтобы заполучить сотрудников, но я даже не подозревал, что вы поняли меня так буквально».
Будущие сотрудники Блетчли-парка обучались в Школе спецслужб Inter-Service, созданной Джоном Тилтманом. Первоначально занятия проходили на складе RAF в Букингеме, а затем в Бедфорде, где она была известна как «Школа шпионов». В Блетчли-парке работали шесть дней в неделю в три смены: с четырёх часов дня до полуночи, с полуночи до восьми утра (эта смена была самой тяжёлой) и с восьми утра до четырёх дня. У каждой смены был получасовой перерыв. В конце третьей недели сотрудник уходил в восемь часов утра и возвращался к четырём часам дня, таким образом, в течение последнего дня он работал шестнадцать часов. Напряженный рабочий график отрицательно влиял на здоровье и накладывал свой отпечаток на повседневный быт. Утомительная работа требовала высокой концентрации, служащие имели право на недельный отпуск четыре раза в год, однако некоторые женщины не выдерживали такого сурового режима и просили более длительного отдыха. Некоторые сотрудники (например, эксперты почтового отделения в морском коде или переводчики с немецкого языка) работали неполный рабочий день.
В январе 1945 года, на пике работ по дешифрованию, в Блетчли-парке работало около 10 000 человек.
Женщины составляли почти три четверти от общего числа сотрудников.
Многие из них происходили из среднего класса и имели учёные степени в области математики и физики; они были допущены к участию в программах STEM из-за отсутствия мужчин, которые были отправлены на войну. Они выполняли сложные вычисления и кодирование и были неотъемлемой частью вычислительных процессов.
Например, Элеонора Ирланд работала на компьютерах «Колосс».
Женский персонал в отделе Диллуина Нокса иногда называли «Девочками Дилли», здесь работали Джин Перрин, Клэр Хардинг, Рэйчел Рональд и Элизабет Грейнджер. Джейн Хьюз обрабатывала информацию, приведшую к потоплению к «Бисмарка». Мавис Левер (который женился на математике и коллеге по кодовому замку Кейт Батей) сделал первый прорыв в изучении итальянского военно-морского движения. Кейт Батей и Маргарет Рок расшифровали немецкий Абверовский код.
Их работа получила официальное признание лишь в 2009 году.
Многие женщины имели опыт работы на разных языках, особенно на французском и немецком.
Розанна Колчестер работала в Блетчли-парке переводчиком с апреля 1942 года по январь 1945 года, главным образом — в секции воздушных сил Италии.
Как и большинство «блетчлитесс» (англ. Bletchleyettes), она происходила из высшего среднего класса, её отец, вице-маршал сэр Чарльз Медхёрст, был атташе в Риме. До прихода в Блетчли-парк Колчестер вращалась в высоких кругах: «она встречала Гитлера и флиртовала с Муссолини в посольстве», — пишет Сара Рейни. Она устроилась в Блетчли-парк, потому что ей показалось захватывающим сражаться за свою страну.
Сесилия Мейхью приступила к работе сразу после окончания Леди-Маргарет-холл в 1944 году. Она работала в секции 8, переводя дешифрованные сигналы немецкого флота.
Рут Бриггс, специалист по немецкому языку, работала в военно-морской секции и была известна как один из лучших криптографов. Она вышла замуж за Оливера Черчилля из SOE.

## Секретность
Правильно использовавшиеся шифры машин «Энигма» и «Лоренц» должны были быть практически недешифруемыми, но недостатки в немецких криптографических процедурах и неудовлетворительная дисциплина среди персонала, осуществляющего их, создали уязвимости, которые и сделали криптоатаки специалистов Блетчли-парка осуществимыми. Однако эти уязвимости можно было бы исправить после относительно простых действий, которые, несомненно, были бы реализованы, если бы в Германии подозревали об успешности проводимых в Блетчли-парке работ. Поэтому документам из Блетчли-парка присваивался гриф «Ultra secret» — выше, чем обычный самый строгий гриф «Most Secret».
Все сотрудники подписали обязательство о неразглашении в соответствии с Законом о государственной тайне 1939 года, а в предупреждении 1942 года была подчеркнута важность соблюдения режима безопасности даже в самом Блетчли-парке: «Не разговаривайте на кухне. Не говорите в транспорте. Не говорите на прогулке. Не говорите со своим камином. Будьте осторожны даже в своей секции…».
Тем не менее, имели место утечки информации. Джок Колвилл, помощник личного секретаря Уинстона Черчилля, записал в своём дневнике 31 июля 1941 года, что владелец газеты The Daily Telegraph виконт Кэмроуз обнаружил документы с грифом «Ultra secret» и что утечки информации «увеличиваются по количеству и серьёзности». Серьёзной проблемой было то, что в Блетчли-парке работал Джон Кернкросс, завербованный советской разведкой член Кембриджской пятерки, который отправлял секретные материалы в Москву.

## Период Второй мировой войны

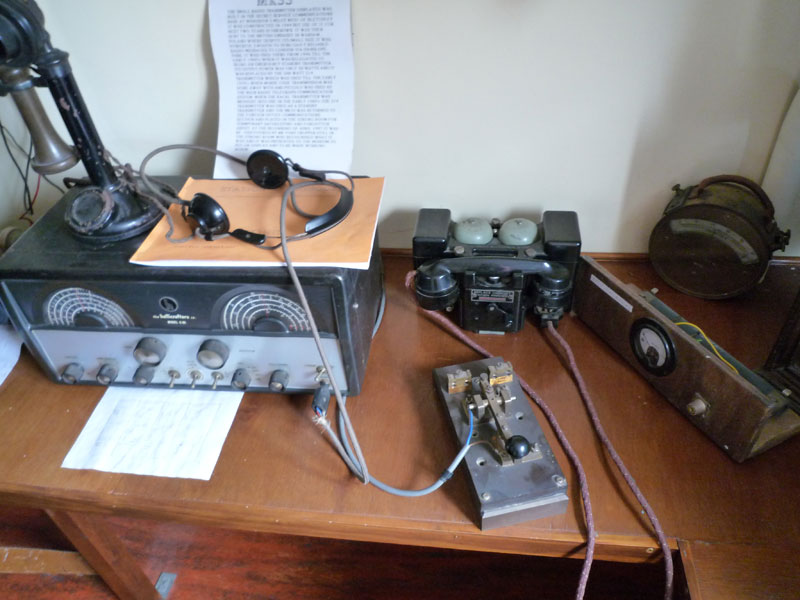
Оборудование на Station X

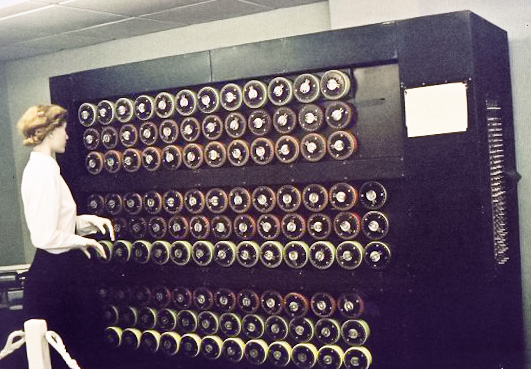
Дешифровальная машина Bombe

Изобретенная в 1918 году для защиты банковских операций шифровальная машина «Энигма» была впоследствии взята на вооружение вермахтом. Разведывательные управления ведущих стран безуспешно пытались взломать коды этой машины. Однако в 1932 году польским специалистам удалось существенно продвинуться в этом направлении. Тем не менее, шифр менялся очень часто, эффективно защищая сообщения от польской разведки. Это вынудило польских специалистов по криптографии поделиться результатами своей работы с британскими и французскими коллегами. Основываясь на этих данных, британские спецслужбы начали проект «Ультра», в начальный период заключавшийся в дешифровке сообщений «Энигмы».
Благодаря наработкам польских специалистов из Бюро шифров старая версия Энигмы была расшифрована в 1932 году с помощью специального механизма криптологической бомбы. Бомба была электромеханическим устройством, функция которого заключалась в том, чтобы обнаружить некоторые из ежедневных настроек машин Enigma в различных немецких военных сетях.
Её новаторский принцип работы был разработан Аланом Тьюрингом (с важным вкладом Гордона Уэлчмана). Сама машина была спроектирована Гарольдом Доком Кином из британской компании Tabulating Machine. Каждая бомба была высотой 2,1 м (2,1 м), шириной 2 фута (0,61 м) и весила около тонны.
В качестве защиты от нападения противника большинство бомб были рассеяно на установках в Адстоке, Вавендоне и Гайхерсте.
Первыми были взломаны сообщения Люфтваффе. У немецкого военно-морского флота были гораздо более строгие протоколы использования, и для того, чтобы их можно было сломать, потребовался сбор кодовых книг. Когда в феврале 1942 года немецкий военно-морской флот принял на вооружение новую четырёхроторную Enigma для связи с атлантическими подводными лодками, трафик стал нечитаемым в течение десяти месяцев. Специалисты располагались в многочисленных домиках, находящихся на территории поместья. Домики различались по номерам. Над дешифровкой сообщений Энигмы работали в 3, 6, 4 и 8 домиках, объединённых в пары. Команда из 6 домика занималась сообщениями сухопутных и воздушных сил, им помогала команда из домика № 3, которая подготавливала отчёты по выполненным дешифровкам. В 8 и 4 домике декодировали сообщения немецкого флота. В домики информация поступала с многочисленных станций прослушивания — Y-stations, расположенных по всей территории Британии и за её пределами. Они занимались сбором данных, передаваемых по радиоканалам, которые затем направлялись в спецподразделения, такие как Блетчли-парк, для обработки и анализа. Зашифрованные сообщения принимались этими станциями, записывались и в письменном виде с курьером пересылались для дешифровки. Позже эти сообщения стали пересылать по телеграфу.
Среди достижений, связанных с Блетчли-парком, выделяется «Колосс» — одна из первых в мире ЭВМ. Компьютер был спроектирован и построен Томми Флауэрсом и его командой на Исследовательской станции Центрального почтамта в Доллис-Хилле. Прототип, завершённый в декабре 1943 года, был доставлен в Блетчли-парк в январе и начал использоваться 5 февраля 1944 года. Позднее были проведены модернизации «Колосса» до Mark 2, первая из которых работала в Блетчли-парке утром 1 июня во время высадки в Нормандии. К концу войны использовалось 10 «Колоссов».
Работа Блетчли-парка внесла неоценимый вклад в победы над немецкими подводными лодками в битве за Атлантику и в победы в битвах под мысом Матапан и при Норт-Кейп. В 1941 году Ультра оказала мощное влияние на североафриканскую пустынную кампанию против немецких войск под руководством генерала Эрвина Роммеля. До высадки Нормандии в июне 1944 года союзники знали местоположение всех, кроме двух из пятидесяти восьми фортов Германии.

## После войны

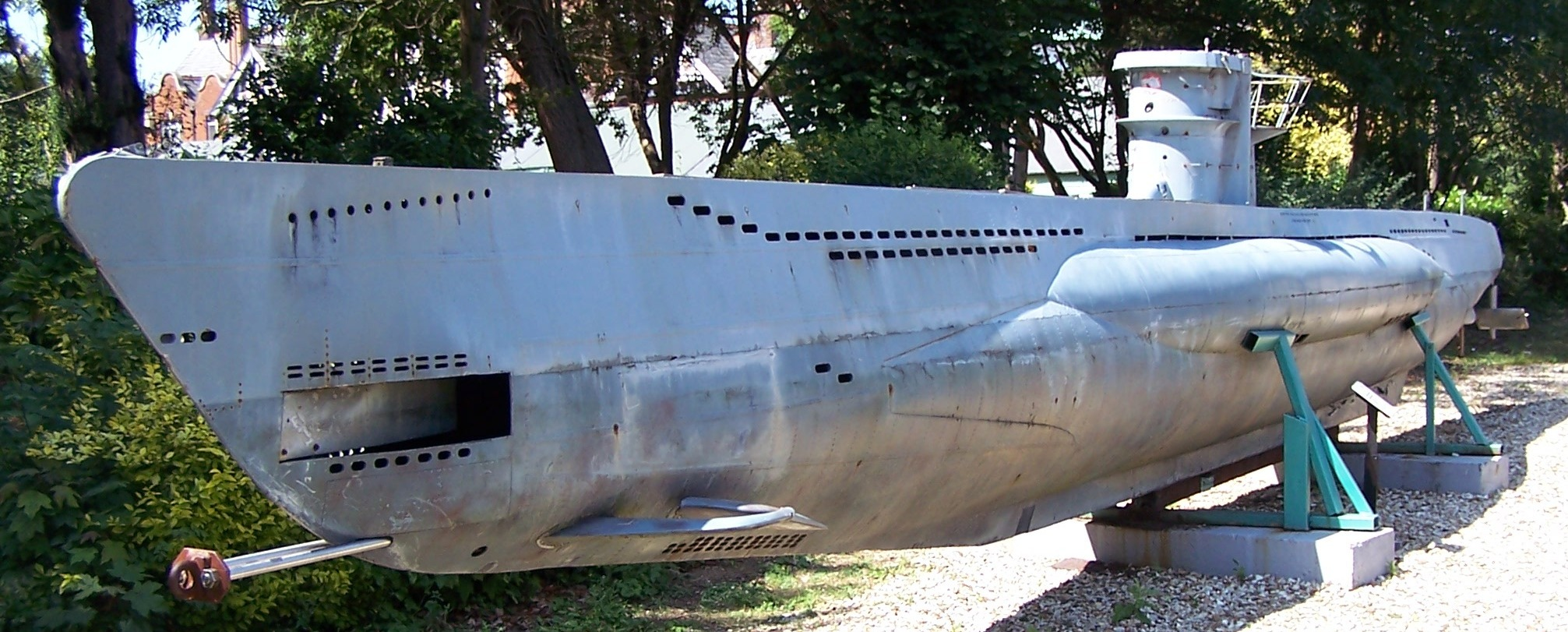
Модель подводной лодки в масштабе 1:40, использованная в фильме «Энигма» и позже переданная музею Блетчли-парка.

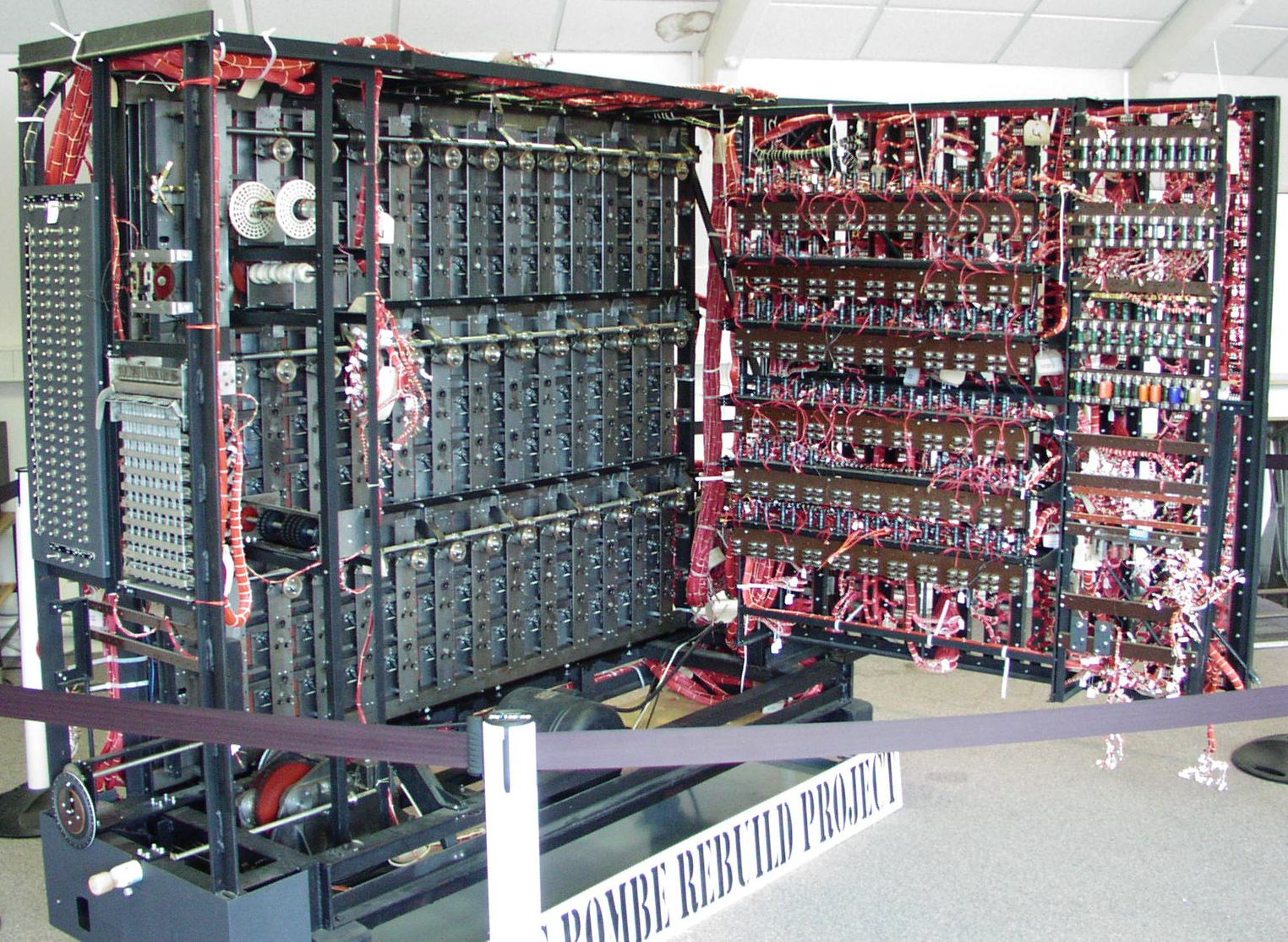
Реконструкция Bombe

После капитуляции Германии снизилась необходимость в криптоаналитических мощностях. Тем не менее, с окончанием Второй мировой войны начался период Холодной войны. GCHQ была переведена в Исткот (англ. Eastcote) в 1946 году, а позже, в 1950-х годах, в Челтнем. В Блетчли-парке осталась центральная тренировочная база, которая располагалась там до 1987 года. По приказу Черчилля все свидетельства успехов Блетчли-парка за период Второй Мировой должны были быть уничтожены, чтобы не попасть в руки Советского Союза. Прошли десятки лет, прежде чем с документов, связанных с Блетчли-парком, стали снимать гриф секретности.
Сократилось количество персонала. Снова началась социальная жизнь — появились школы, церкви.
В 1987 году, после пятидесяти лет тесного сотрудничества, Блетчли-парк прекратил связи с Британскими разведывательными службами.
К 1991 году Блетчли-парк покинули все организации, располагавшиеся там ранее. Замок и прилегающие территории запланировали разрушить и очистить для новых построек. Археологическое и историческое общество собрало комитет, который пригласил ветеранов, работавших в Блетчли-парке в период войны, на «прощальную вечеринку». Она состоялась 21 октября 1991 года. Организаторы были так тронуты рассказами ветеранов, что загорелись идеей во что бы то ни стало сохранить Блетчли-парк и всё то, что он олицетворяет. 10 февраля 1992 года вся территория была объявлена историческим заповедником, а три дня спустя, 13 февраля 1992 года, был сформирован Трест Блетчли-парка для сохранения территории в качестве музея шифровальщиков и музея вычислительной техники. В трест записалось множество добровольцев, и в 1994 году территорию Блетчли-парка по выходным стали открывать как музей. К 2004 году музей открывался ежедневно. Но не ремонтировавшиеся с войны постройки были близки к разрушению. С тех пор лишь ежегодные пожертвования крупных сумм спасают Блетчли-парк от закрытия. В настоящее время руководителем Треста является Ян Стэнден (англ. Iain Standen). На средства треста были построены рабочие копии Колосса и Бомбы.

## Здания

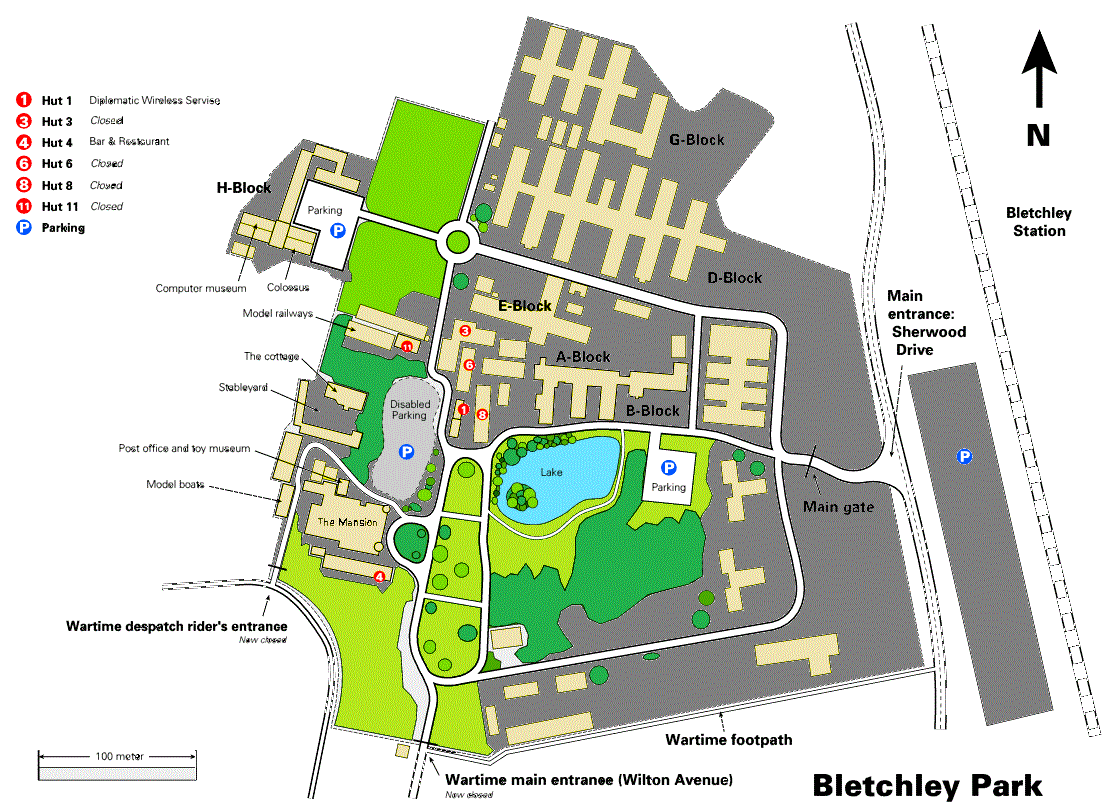
схема Блетчли-парка

На территории Блетчли-парка работа велась в деревянных домиках, различавшихся по номерам, построенных в период войны для расположения там специалистов и оборудования. Также вместо уточнения направления деятельности отделения (например перехват и дешифровка сообщений флота, армии или воздушных сил) использовались номера домиков.
С расширением отделений их переводили в многоквартирные кирпичные новостройки — Дома. Список зданий:

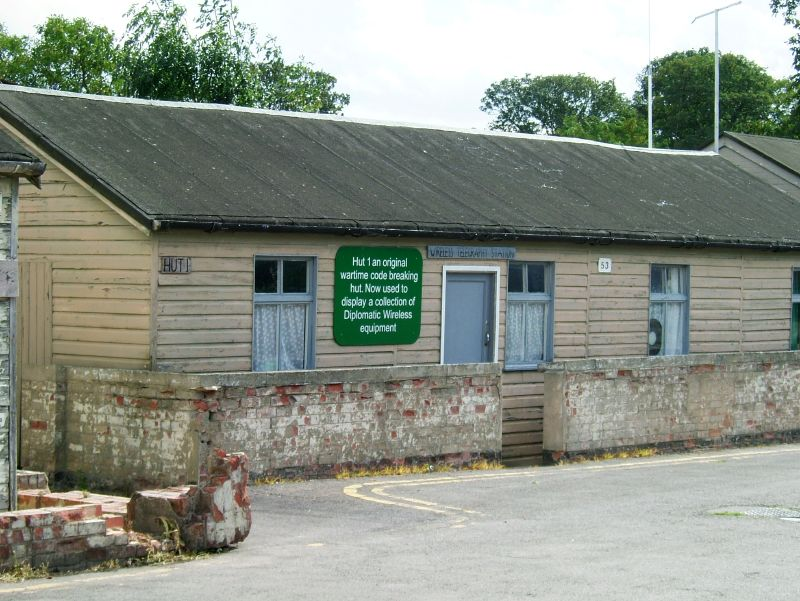
Домик 1, первый из построенных домиков

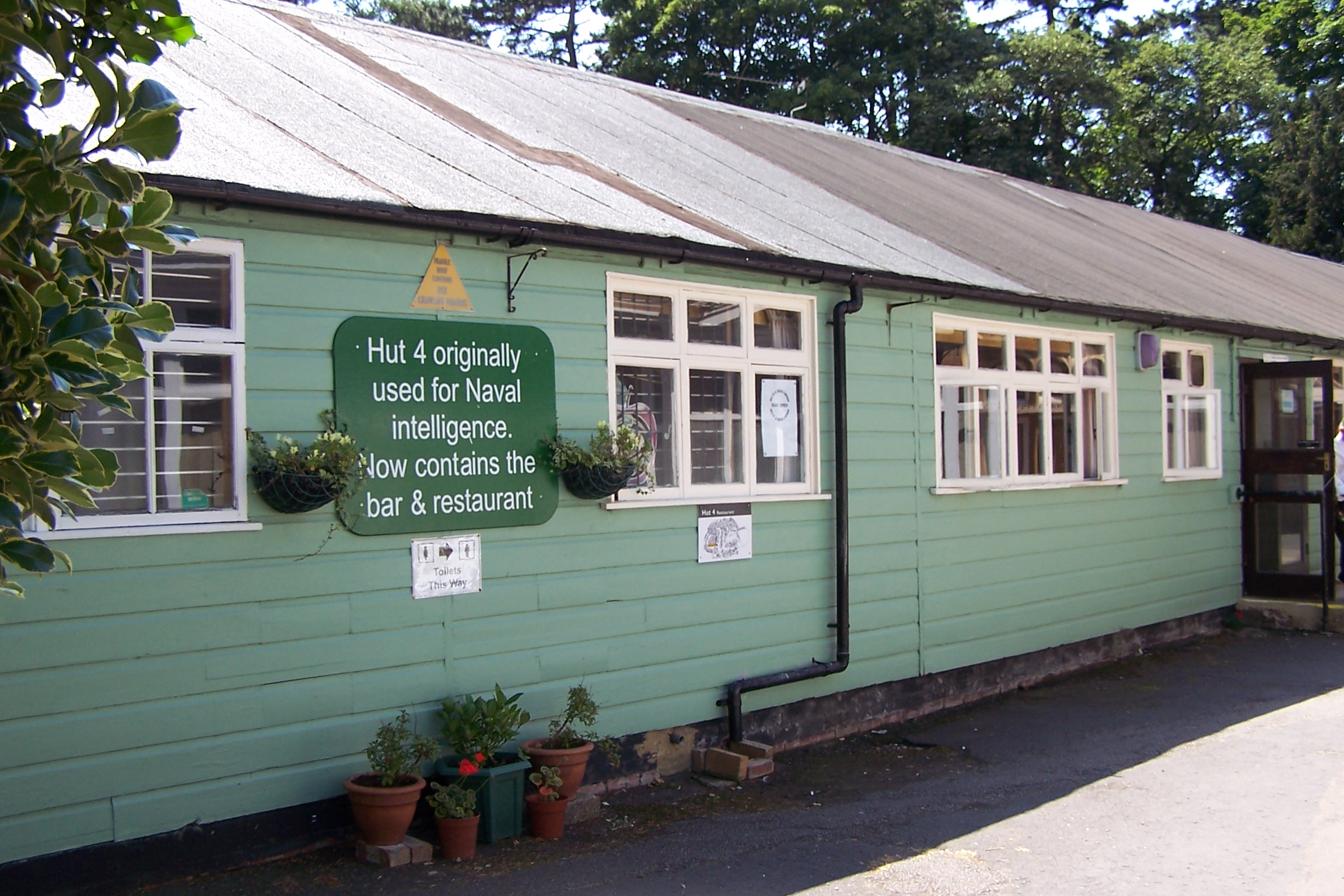
Домик 4

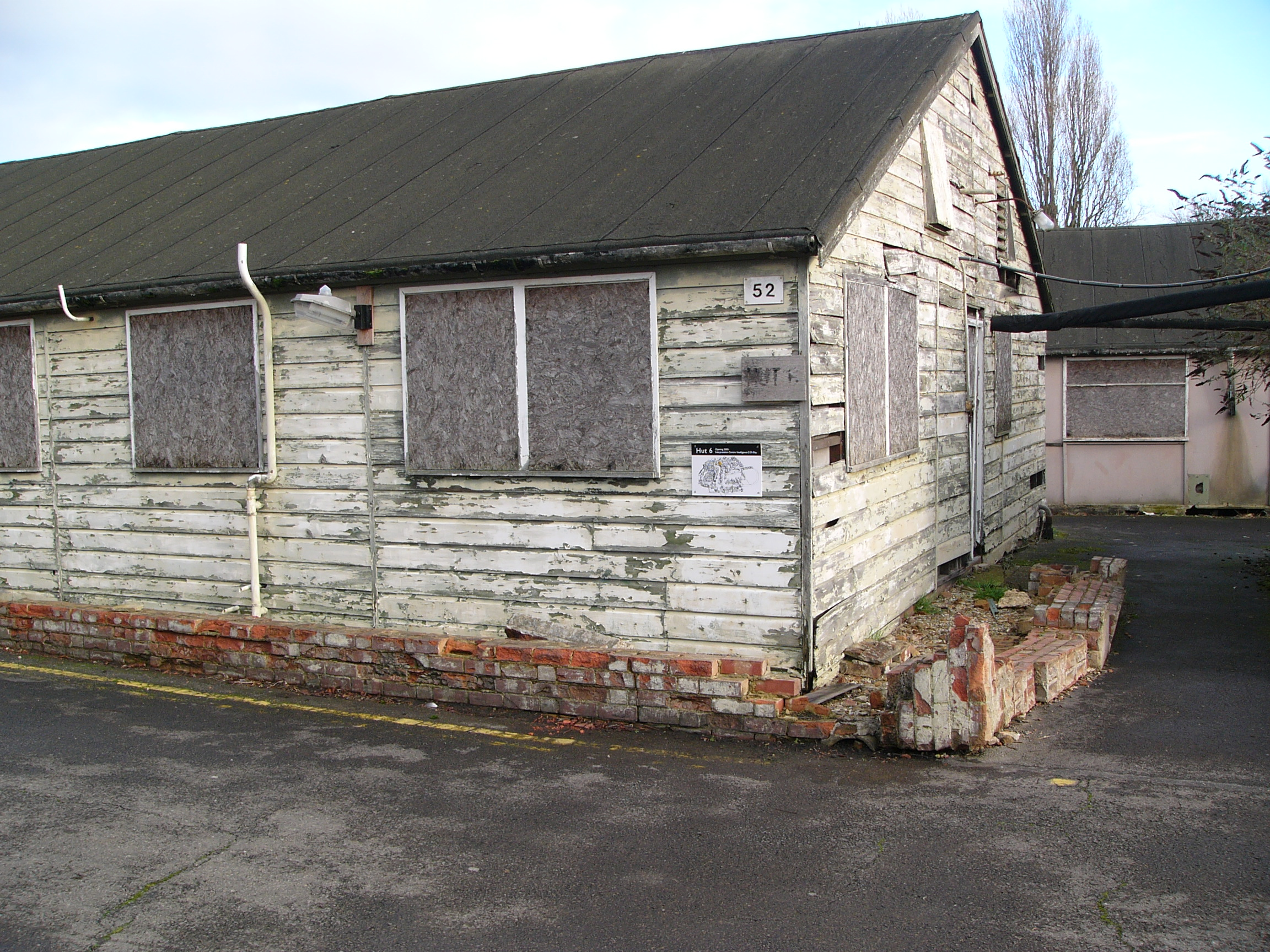
Домик 6 в 2004 году

- Особняк — построен в 1882 году сэром Леоном. В 1938 году перешёл во владение GCCS. В 1939 году радиостанция располагалась в комнате под водонапорной башней в особняке. Антенны через дымоход провели вниз к некоторым высоким деревьям. Эта радиостанция поддерживала связь с британскими посольствами в Европе. Она получила порядковый номер 10 и соответствующее название Station X, которое стало кодовым именем Блетчли-парка.
- Гараж — в настоящее время тут располагается Leighton Buzzard Model Boat Club.
- Конюшня — в период войны служила гаражом, в настоящее время там располагается пожарное оборудование.
- Домик 1 — построен в 1939 году.
- Домик 2 — домик для отдыха.
- Домик 3 — здесь взламывали Энигму, интерпретировали данные, полученные из Домика 6. Между этими домиками передавалось много бумаг, и для того, чтобы их не намочить, был построен деревянный туннель, соединявший домики; бумаги проталкивались через туннель с помощью деревянных швабр.
- Домик 4 — отделение морской разведки, которое вскоре разрослось настолько, что его в 1941 году перевели в большее здание, из которого поступала разведывательная информация для ведения боя с немецкими подлодками. В 1940 году немецкий бомбардировщик, вероятно, целясь в железнодорожную станцию, располагавшуюся неподалёку, сбросил несколько бомб, упавших на территории Блетчли-парка. Одна из бомб, взорвавшись рядом с Домиком 4, сдвинула его на метр. При этом все оборудование и персонал домика не пострадали, и продолжили свою работу[62].
- Телетайпное здание — построено в 1942 году в связи с увеличением количества требовавшихся телетайпных линий. Здесь работали 350 телефонистов.
- Домик 8 — здесь были взломаны сообщения Энигмы, предназначенные для флота, в частности для подводных лодок. Здесь работал Алан Тьюринг.
- Домик 6 — сюда в марте 1940 года переехали специалисты, занимавшиеся взломом сообщений для армии и воздушных сил. Располагался в непосредственной близости от Домика 3.
- Домик 11 — здесь располагалась первая машина Бомба, построенная августе 1940 года. Всего за период войны было построено 212 таких машин, все они были разрушены. В настоящее время здесь располагается реконструкция Бомбы.
- В 1987 году был снесен Дом F, где располагались 10 машин Колосс, первую из которых установили в конце 1943 года.
- Дом D — сюда перевели отделения специалистов из Домиков 3, 6 и 8. Они продолжали именоваться Домик 3, 6 и 8 для разделения по роду деятельности.
- Дом E — здесь расшифрованные и переведенные сообщения передавались британскому командованию. Для этого их снова зашифровывали на машинах TypeX, основанных на немецкой Энигме и значительно улучшенных. Немцам так и не удалось взломать коды этой машины.
- Дом C — здесь располагался Индекс — огромное хранилище информации, полученной за все время работы специалистов Блетчли-парка.
- Дом D — здесь контролировали успехи Нормандской операции.
- Дом Фолкнера — здесь располагается заново собранный Колосс.